# Arch Linux
Arch Linux je Linuks distribucija zasnovana na principu jednostavnosti. Osnovao ju je i napravio Džad Vinet (engl. Judd Vinet) 2002. godine, inspirisan distribucijom CRUX. Džad je vodio projekat do 1. oktobra 2007. godine kada se povukao zbog nedostatka vremena i kontrolu nad projektom prepustio Eronu Grifinu (engl. Aaron Griffin), uz tim volontera širom sveta.

## Filozofija
Filozofija ove distribucije je jednostavnost, brzina i fleksibilnost. Arch je zasnovan na principu „KISS“ (Keep It Simple, Stupid), što bi u prevodu značilo "ne komplikuj, idiote". Iako se drži filozofije jednostavnosti, Arch sigurno nije distribucija za početnike već za malo iskusnije korisnike Linuksa, jer se sva podešavanja sistema vrše tekstualno unutar komandne školjke. Arch je tekstualna distribucija i nema grafičke alate za uređivanje i održavanje.

## Konfiguracija
pripada distribucijama sa centralizovanom konfiguracijom kao i što je Gentoo linuks. Ovakve distribucije imaju centralni konfiguracioni fajl /etc/rc.conf, koji sadrži sve osnovne informacije o sistemu kao što su ime mašine, vremenska zona, lokalizacija, moduli (drajveri) koji se učitavaju pri dizanju, kao i servisi (daemoni) koji se pokreću zajedno sa operativnim sistemom. Centralno mesto svih servisa odnosno njihovih start skripti je mapa /etc/rc.d.

## Upravljanje paketa
Upravljanje programskim paketima se vrši pomoću alatke Pacman, koji je u stvari kao što mu i samo ime kaže paketni menadžer. Pacman omogućava instaliranje i ažuriranje softvera direktno sa interneta. Sam format paketa je datoteka čija je ekstenzija pkg.tar.gz i ukratko rečeno paket je u stvari kompresovani fajl koji sadrži informaciju o paketu, načinu instaliranja kao i binarne fajlove koji se instaliraju na sistem.
Paketi se nalaze trenutno u pet glavnih binarnih spremišta (repozitorija) na internetu:
- - Sadrži sve osnovne programske pakete za potpunu instalaciju sistema,
- - Sadrži programske pakete koji nisu neophodni, ali su dobra alternativa,
- - Sadrži pakete programa koji su još uvek u razvoju, ili nisu zvanični,
- - Sadrži pakete koji mogu da prouzrokuju probleme, ili još uvijek čekaju na izveštaje grešaka (bugova),
- - Sadrži pakete koji su proizvedeni od strane korisnika Arch-a, često su to paketi iz AUR-a

Pored binarnih paketa u navedenim skladištima, nalazi se i skladište sa paketima odnosno uputstvima kako i napraviti i instalirati iz izvornog koda. Ovo skladište se naziva AUR (Arch User Repository) i koristi sistem PKGBUILD tekstualnih fajlova. U ovim fajlovima je zapisano, kodirano, uputstvo za kompletnu izradu paketa pomoću makepkg komande. Ovde se odražava još jedna sličnost sa Gentoo linuksom, mada je izrada PKGBUILD fajlova mnogo lakša. Jednostavnost njihove izrade se iskazuje kao prednost, te korisnici Arch linuks prave sami PKGBUILD fajlove te ih podižu na internet u AUR spremište, tako da bi drugi korisnici imali koriti od njih. Samo priznati i provereni paketi iz AUR-a premeštaju se u Community repozitorijum i postaju službeni.

## Izdanja
- 0.1 - 11. mart, 2002.
- 0.2 - 17. april, 2002.
- 0.3 - 7. avgust, 2002.
- 0.4 - 18. decembar, 2002.
- 0.5 - 21. juni, 2003.
- 0.6 - 1. mart, 2004.
- 0.7 - 24. januar, 2005.
- 0.7.1 (Noodle) - 5. januar, 2006.
- 0.7.2 (Gimmick) - 23. maj, 2006.
- 0.8 - 17. decembar, 2006.
- 2007.05 (Duke) - 17. maj, 2007.
- 2007.08 (Don't Panic) - 5. avgust 2007.
- 2008.06 (Overlord) 24. jun 2008.
- 2009.02 (2009.02) 16. februar 2009.
- 2009.08 (2009.08) 10. avgust 2009.
- 2010.05 (2010.05) 17. maj 2010.
- 2011.08.19 (2011.08.19) 19. avgust 2011.

## Spoljašnje veze
- Званични веб-сајт
- Arč Linuks zajednica Srbije Архивирано на веб-сајту  (3. мај 2013)
- на Дистровочу